# Maruca comum

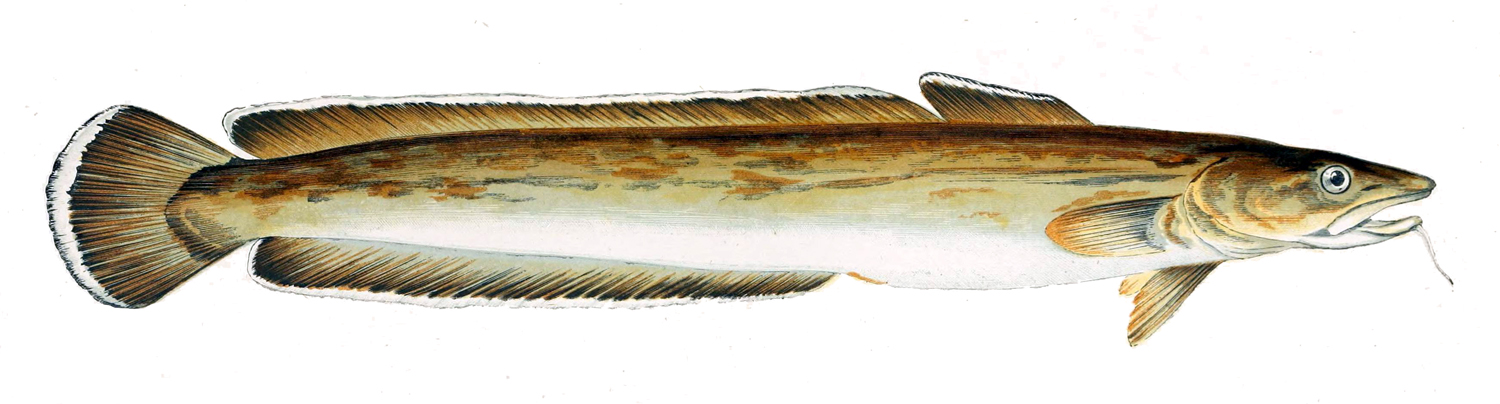
Molva molva

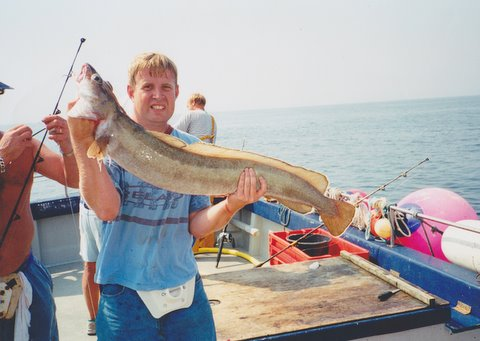
espécime de Maruca comum

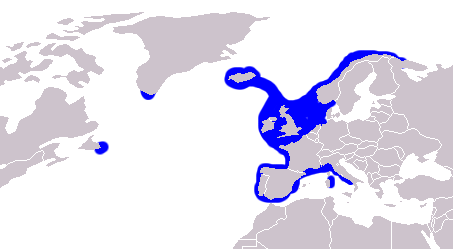
Zona de distribuição

A maruca comum (Molva molva), também conhecida como maruca branca, maruca, ou espadim é um membro volumoso da família dos Lotidae, um grupo de peixes similares ao bacalhau. Embora relacionado a outros peixes gadiformes é muito mais corpulento e com um único barbilho.

## Distribuição e características
A maruca encontra-se no Atlântico Norte, principalmente na costa da Europa atlântica,
leste do Canadá, sul da Groenlândia, Islândia, e no nordeste Atlântico no Mar de Barents, costa do Reino Unido, tornando-se mais escassa em direção ao sul, França, Golfo da Biscaia, Portugal, e noroeste da Europa. Ao sul, atinge o Estreito de Gibraltar e com baixa incidência, a Bacia do Mediterrâneo ocidental. É no entanto raro no Mediterrâneo e no Mar do Norte, onde ocorre tão a nordeste quanto o Skagerrak e o Kattegat. É uma espécie principalmente solitária e bentónica, que se abriga entre rochas, fendas e destroços de embarcações em águas pouco profundas, embora nade frequentemente em águas profundas. 
São Ictiófagos e as suas principais presas incluem espécies como a faneca norueguesa (Trisopterus esmarkii), bacalhau do Atlântico, arenque e pleuronectiformes (por exemplo, linguado, solha), mas também se alimentam de crustáceos (por exemplo lagosta), cefalópodes e equinodermos (por exemplo, Estrela-do-mar). 
Esta espécie é consumida fresca, congelada ou seca, ou conservada em soda cáustica, sendo as ovas consideradas uma especialidade na Espanha.
A Maruca é uma espécie importante para a pesca hoje em dia, embora hajam debates quanto à sua sustentabilidade devido à captura excessiva e alterações climáticas.